# Calliscelio coromandelensis
Calliscelio coromandelensis är en stekelart som beskrevs av Sharma 1978. Calliscelio coromandelensis ingår i släktet Calliscelio och familjen Scelionidae. Inga underarter finns listade.